# 王瑚 (晋朝)
王瑚（?—?），字处仲，陈郡陈县（今河南省淮阳县）人，西晋政治人物。王隐之兄。
王瑚年轻时重视武节，成都王司马颖举兵向洛阳，任命他为冠军参军，累积军功，官至游击将军，与司隶满奋、河南尹周馥等屯兵洛阳大司马门，保卫皇宫。上官巳纵暴，王瑚与满奋等共谋诛除，反被上官巳所害。